# Sathodrilus inversus
Sathodrilus inversus är en ringmaskart som först beskrevs av Ellis 1919.  Sathodrilus inversus ingår i släktet Sathodrilus och familjen Cambarincolidae. Inga underarter finns listade i Catalogue of Life.